# Xã White River, Quận Independence, Arkansas
Xã White River (tiếng Anh: White River Township) là một xã thuộc quận Independence, tiểu bang Arkansas, Hoa Kỳ. Năm 2010, dân số của xã này là 1.138 người.